# Eparchie križevecká
Eparchie Križevci je eparchie chorvatské řeckokatolické církve, nacházející se v Chorvatsku.

## Území
Eparchie zahrnuje všechny věřící byzantského ritu v Chorvatsku, ale také v Bosně a Hercegovině.
Eparchiálním sídlem je město Križevci, kde se nachází hlavní chrám Katedrála Nejsvětější Trojice.
Zahrnuje 46 farností. K roku 2013 měla 21 270 věřících, 33 eparchiálních kněží a 47 řeholnic.

## Historie
Dne 21. listopadu 1611 byl dekretem Divinae Majestatis arbitrio papeže Pavla V. vytvořen apoštolký vikariát Marča.
Dne 22. června 1777 byl vikariát bulou Charitas illa papeže Pia VI. povýšen na eparchii.
Původně byla sufragánní vůči arcidiecézi Ostřihom, a 11. prosince 1852 vstoupila do církevní provincie arcidiecéze Záhřeb.
Dne 11. ledna 2001 byl z části jejího území vytvořen Apoštolský exarchát Makedonie.
Dne 28. srpna 2003 dala další část jejího území vzniknout Apoštolský exarchát Srbska a Černé Hory.

## Seznam biskupů
- Simeon Vratanja (1607–1629)
- Maxim Predojević (1630–1642)
- Gabrijel Predojević (1642–1644)
- Vasilije Predojević (1644–1648)
- Sava Stanislavić (1648–1661)
- Gabrijel Mijakić (1663–1670)
- Pavao Zorčić, O.S.B.M. (1671 – 23. ledna 1685)
- Marko Zorčić (1688–1688)
- Isaija Popović, O.S.B.M. (1689–1699)
- Gabrijel Turčinović, O.S.B.M. (1701–1707)
- Grgur Jugović, O.S.B.M. (1709–1709)
- Rafael Marković, O.S.B.M. (1712–1726)
- Georg Vučinić, O.S.B.M. (–1733)
  - Silvester Ivanović (1734–1735)
- Teophil Pašić, O.S.B.M. (1738–1746)
- Gabrijel Palković, O.S.B.M. (1752–1759)
- Bazilije Božičković, O.S.B.M. (1759–1785)
- Josaphat Bastašić (1789–1793)
- Silvester Bubanović (1795–1810)
- Konstantin Stanić (1815–1830)
- Gabrijel Smičklas (1834–1856)
- Đorđe Smičklas (1857–1881)
- Ilija Hranilović (1883–1889)
- Julije Drohobeczky (1891–1917)
- Dionýz Njarady (1920–1940)
- Janko Šimrak (1942–1946)
- Gabrijel Bukatko (1960–1961)
- Slavomir Miklovš (1983–2009)
- Nikola Kekić (2009–2019)
  - Milan Stipić (2019–2020) (apoštolský administrátor)
- Milan Stipić (od 2020)